# Amore in soffitta
Amore in soffitta (Love on a Rooftop) è una serie televisiva statunitense che racconta la storia di due sposini, Dave e Julie Willis, e dei loro tentativi di sopravvivere a San Francisco con il salario da apprendista architetto di Dave. La storia è resa più complicata dall'atteggiamento del ricco padre di Julie, il quale disapprova il fatto che i ragazzi vivano in una condizione disagevole e fa di tutto per migliorare il loro stile di vita, spesso contro il volere di Dave.
La serie, liberamente ispirata al film A piedi nudi nel parco, fu prodotta da Screen Gems, la casa di produzione di spettacoli come Vita da strega e Strega per amore. Il primo episodio fu mandato in onda negli Stati Uniti il 6 settembre 1966 sulla rete ABC. I ruoli principali erano interpretati da Pete Duel e Judy Carne; nel cast troviamo poi Rich Little e Barbara Bostock nel ruolo dei vicini dei Willis, e Herb Voland e Edith Atwater nel ruolo dei genitori di Julie.
Amore in soffitta fu cancellato dopo un solo anno di programmazione. In totale, ne furono girati 30 episodi.

## La serie in Italia
Amore in soffitta andò in onda doppiato in lingua italiana dapprima sulla TSI e poi, a partire dal 5 ottobre 1976, in Italia (episodio pilota, titolo italiano Per colpa di un panino): fu il primo telefilm a coprire la fascia oraria delle 19.20 (cosiddetta "preserale") della Rete 1 della Rai, che divenne poi abituale per la trasmissione di molte sitcom statunitensi e britanniche.

## Episodi
| Stagione       | Episodi | Prima TV USA | Prima TV Italia |
| -------------- | ------- | ------------ | --------------- |
| Prima stagione | 30      | 1966-1967    | 1976            |